# Walter Magnifico
Walter Magnifico (Foggia, 18 giugno 1961) è un dirigente sportivo, ex cestista e allenatore di pallacanestro italiano.
Alto 2,09 m, in campo ha ricoperto il ruolo di ala grande e centro.

## Carriera

### Giocatore

#### Club

Magnifico (a sinistra) alla Scavolini Pesaro, in contrasto su McAdoo dell', nei play-off del campionato 1986-1987.

Fu scoperto da Cosimo Morfeo, bidello presso la scuola media "G. Palmieri" di San Severo e gran scopritore di talenti da avviare alla pallacanestro. Morfeo ricorda così il primo Walter: "Nel settembre 1971 arrivò nella nostra scuola un bambino spilungone per frequentare la prima media. Aveva 10 anni - essendo andato a scuola a 5 - ed era alto un metro e 72 centimetri. Scovai Walter in una leva scolastica per oltre 200 ragazzi e fu poi il padre, Angelo, funzionario dell'Ente di Riforma della Puglia, a spingerlo a dedicarsi con passione al basket. Ero certo di non sbagliarmi a puntare su quell'esile ragazzo".
Dopo diverse stagioni giocate dalle categorie giovanili alla B nella Cestistica San Severo (1971-1979), passò nel 1979 alla Fortitudo Bologna e nel 1980 alla Scavolini Pesaro, di cui è stato capitano e giocatore-simbolo (e successivamente anche dirigente). Con la squadra marchigiana ha conquistato due scudetti (1988 e 1990), due Coppe Italia (1985 e 1992) ed una Coppa delle Coppe (1983).
Nel 1996 ha vestito i colori della Virtus Bologna, con la quale ha vinto una terza Coppa Italia, e nel 1997 quelli della Virtus Roma, tornando nel 1998 alla squadra pesarese.
In massima serie per 22 campionati, ha vestito per 19 stagioni la maglia della Scavolini Pesaro e per una stagione rispettivamente quelle della Fortitudo Bologna, della Virtus Roma e della Virtus Bologna.

#### Nazionale
Magnifico è stato giocatore della nazionale italiana, collezionando 214 presenze con 2.026 punti realizzati, e conquistando un argento ed un bronzo ai Campionati europei, rispettivamente a Roma 1991 e a Stoccarda 1985, nonché l'argento ai Giochi del Mediterraneo di Casablanca 1983.
Con la maglia azzurra ha anche disputato le Olimpiadi di Los Angeles 1984 (5º posto), il torneo di qualificazione per i Giochi Olimpici di Seul 1988 a Rotterdam, il Campionato mondiale di Spagna 1986 (6º), i Giochi del Mediterraneo di Casablanca 1983 (2º) e 5 edizioni dei Campionati europei, Stoccarda 1985 (3º), Atene 1987 (5º), Zagabria 1989 (4º), Roma 1991 (2º), Atene 1995 (5º).

### Dopo il ritiro
Ha ricoperto il ruolo di direttore sportivo e responsabile del settore giovanile della Scavolini Pesaro per le stagioni 2001-02 e 2002-03, successivamente si è dedicato alla carriera di allenatore.
Parallelamente a ciò, dal 2009 al 2016 ha ricoperto il ruolo di Capo Delegazione della Nazionale Under 20 che ogni estate partecipa ai Campionati Europei di categoria e con la quale, sotto la guida del grande coach Pino Sacripanti ha conquistato nel luglio 2013 il titolo di Campione d'Europa agli Europei svoltisi a Tallin in Estonia, migliorando il brillante secondo posto ottenuto agli Europei di Bilbao in Spagna nel 2011, della quale squadra facevano parte i vari Alessandro Gentile, Niccolò Melli, Achille Polonara e tanti altri ragazzi che oggi sono protagonisti in Campionato e in maglia azzurra.
Occasionalmente è stato anche capo delegazione delle Nazionali Under 16 e Under 18 in vari tornei internazionali disputati in Europa.
La sua grande passione per l'insegnamento del gioco ai ragazzi lo spinge nel novembre del 2010 a dar vita alla "sua" società, la "Real Magnifico Basket Club A.s.d." che svolge attività sportiva di basket e minibasket per i bambini e le bambine dai 5 ai 19 anni.
In breve tempo la società ha visto una costante crescita nel numero degli iscritti tanto da permettere ogni anno la partecipazione a diversi Campionati di categoria giovanile Under e ai vari Campionati provinciali minibasket organizzati dalla F.I.P. Comitato Marche.
La società è attiva con i suoi corsi nelle città di Pesaro, Fano e Montelabbate.
Per il quadriennio 2016-2020 riveste il ruolo, insieme ad altri sei colleghi, di consigliere regionale del Comitato Fip Marche, il cui presidente è Davide Paolini, carica che viene confermata anche per il quadriennio 2021-2024.
Nello scorso agosto fa ritorno nella Victoria Libertas Pesaro in veste di dirigente, affiancando il Presidente Ario Costa suo compagno di squadra per tanti anni, insieme al quale, lottando fianco a fianco, hanno vissuto tutti i momenti più esaltanti della storica e prestigiosa Società.

## Record
È stato uno dei primi giocatori italiani ad entrare nel mirino di una squadra professionistica NBA. Nel 1986 dopo i Campionati mondiali disputati in Spagna riceve l'invito dagli Atlanta Hawks di coach Mike Fratello, a disputare la Summer League di Windsor-Detroit.
Ha vestito per 6 volte la maglia della Selezione Europea in incontri celebrativi.
Nelle classifiche "tutti i tempi" risulta quarto per record di presenze (760 partite), settimo come cannoniere (9.189 punti realizzati), secondo nei rimbalzi conquistati (4.246) e nei tiri da due, quarto nei tiri liberi.

## Palmarès

### Giocatore

#### Club
- Coppa delle Coppe: 1

V.L. Pesaro: 1982-83
- Campionato italiano: 2

V.L. Pesaro: 1987-88, 1989-90
- Coppa Italia: 3

V.L. Pesaro: 1985, 1992
Virtus Bologna: 1997